# Laurel, Delaware
Laurel är en liten stad (town) i Sussex County i den amerikanska delstaten Delaware med en yta av 4,5 km² och en folkmängd som uppgår till 3 708 invånare (2010).

## Kända personer från Laurel
- Richard R. Kenney, politiker, senator 1897-1901